# Luz Lajous Vargas
Luz Lajous Vargas (Ciudad de México, 19 de noviembre de 1945) es una política y funcionaria pública mexicana, miembro del Partido Revolucionario Institucional (PRI). Ha sido en dos ocasiones diputada federal y en una senadora.

## Biografía
Pertenece a una familia de funcionarios públicos y académicos destacados: su padre fue Adrián Lajous Martínez, director general del Banco Nacional de Comercio Exterior; sus hermanos y algunos de los cargos que han ocupado, son Adrián Lajous Vargas, director general de Petróleos Mexicanos, Alejandra Lajous, directora general de Canal Once y Roberta Lajous, diplomática del Servicio Exterior Mexicano. Estuvo casada con Ignacio Madrazo Mendoza, con quien tuvo a sus hijos, Luis y Alejandro Madrazo Lajous.
Es licenciada en Actuaría egresada de la Facultad de Ciencias de la Universidad Nacional Autónoma de México y cuenta con un posgrado en el Centro de Estudios Internacionales de la Universidad de Harvard.
En ejercicio de su profesión, fue analista en Seguros La Comercial  de 1967 a 1969, actuaria en Johnson and Higgins de 1969 a 1971 y en Phillips y Asociados de 1971 a 1973, fue consultora en alta administración en McKinsey and Company Inc. de 1973 a 1978 y gerente de Campos Elíseos y vicepresidenta ejecutiva de Núcleo Radio Mil en 1979.
Este último año inicia su militancia en el PRI, y ocupa los cargos de directora de área y coordinadora general de Control de Gestión en la Secretaría de Programación y Presupuesto, siendo titular de la misma Miguel de la Madrid Hurtado. Cuando De la Madrid es postulado candidato del PRI a la presidencia en 1981 para a ser secretaría de organización del comité ejecutivo nacional del PRI y secretaria técnica del consejo consultivo del Instituto de Estudios Políticos, Económicos y Sociales (IEPES) del mismo partido.
Así mismo, es postulada por primera ocasión candidata a diputado federal, resultando elegida por el entonces Distrito 32 del Distrito Federal a la LII Legislatura que funcionó de 1982 a 1985. En 1988 fue nuevamente electa diputada federal, pero en esta ocasión por la vía plurinominal, a la LIV Legislatura que culminó en 1991.
El mismo 1991 fue elegida senadora suplente por el Distrito Federal, siendo senador propietario Manuel Aguilera Gómez. Asumió la titularidad de la senaduría el 7 de diciembre de 1993, debido a que el 30 de noviembre anterior, Aguilera había recibido licencia al cargo para ser jefe del Departamento del Distrito Federal por nombramiento de Carlos Salinas de Gortari; Luz Lajous permaneció en ejercicio de la senaduría hasta el fin del periodo para el que fue electa, el 31 de octubre de 1997.
Posterior a ello, se dedicó al trabajo en organizaciones de la sociedad civil, entre las que destacan Pro Mujer México y el Foro Internacional de las Mujeres. En las elecciones de 2006 fue candidata del PRI y el Partido Verde Ecologista de México a jefa delegacional de Miguel Hidalgo, no logrando el triunfo, que correspondió a la candidata del PAN, Gabriela Cuevas Barrón.